# Ctenus maculisternis
Ctenus maculisternis là một loài nhện trong họ Ctenidae.
Loài này thuộc chi Ctenus. Ctenus maculisternis được Embrik Strand miêu tả năm 1909.